# المجموعة الوطنية للفن المصري (متحف)

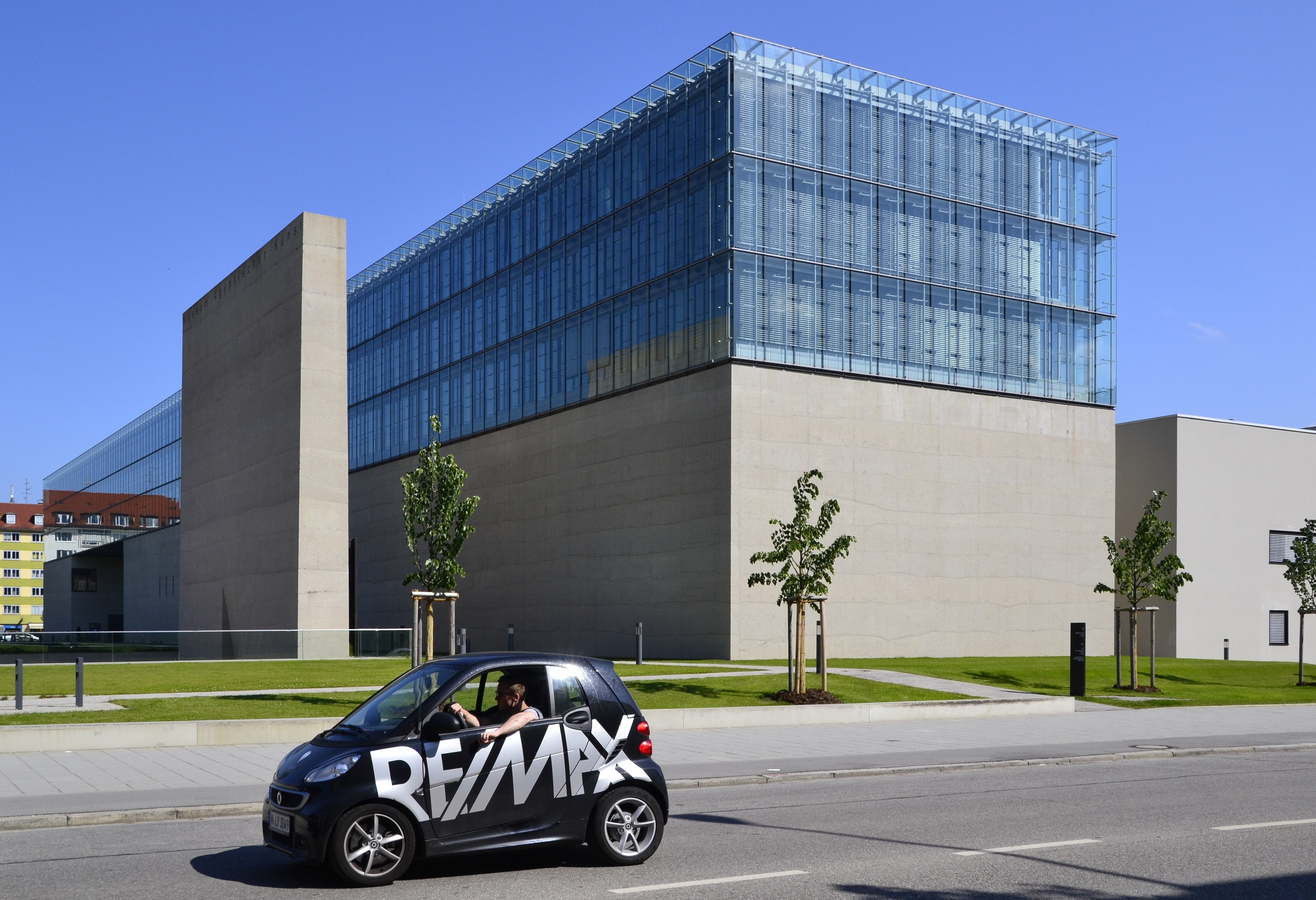
مبنى المجموعة الوطنية للفن المصري

المجموعة الوطنية للفن المصري (بالألمانية: Staatliche Sammlung für Ägyptische Kunst) ، هي المتحف الألماني التي تستعرض الأثار المصرية القديمة، تقع مقرها في مدينة ميونخ التابع لولاية بافاريا الألمانية.

## معرض صور

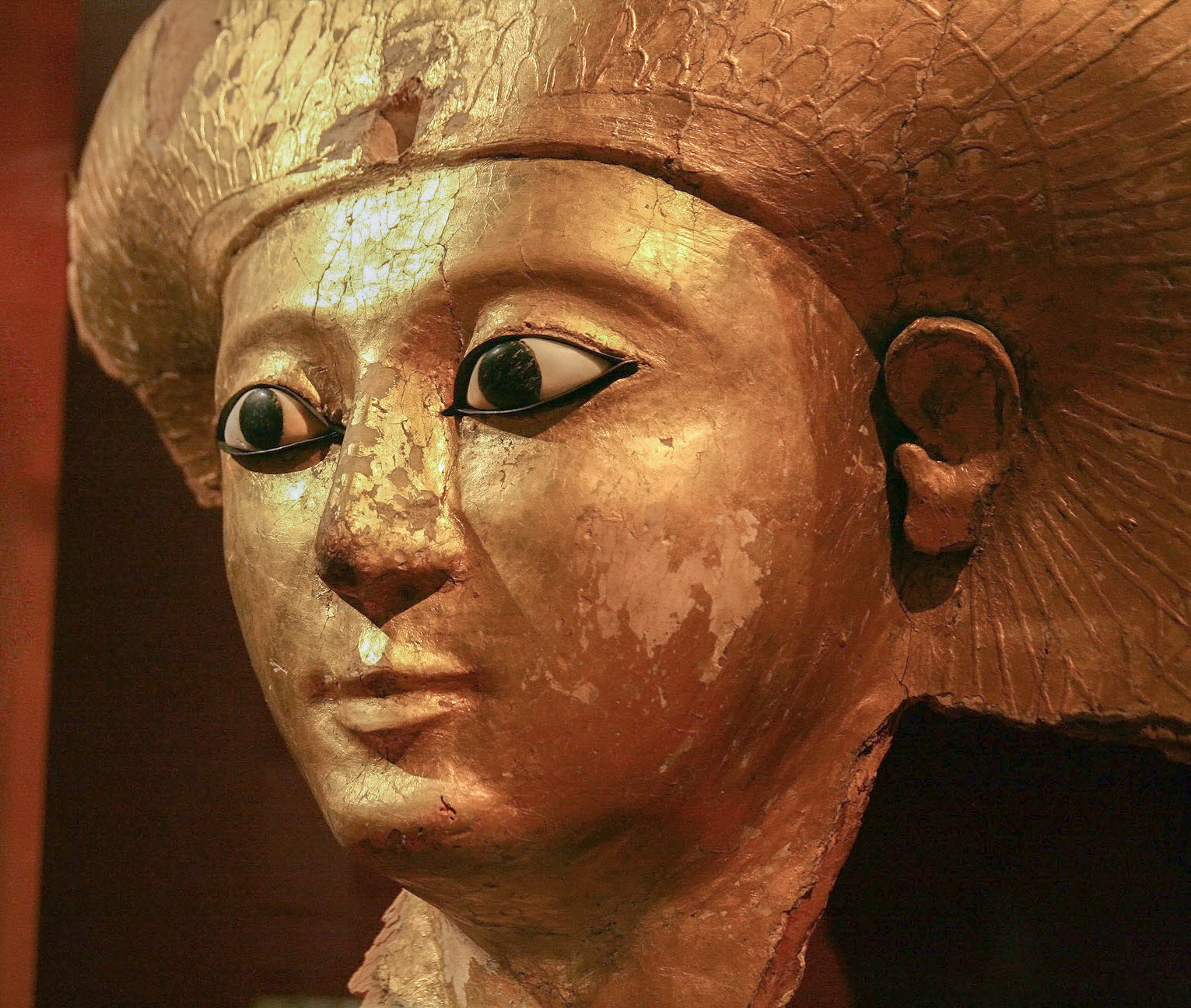
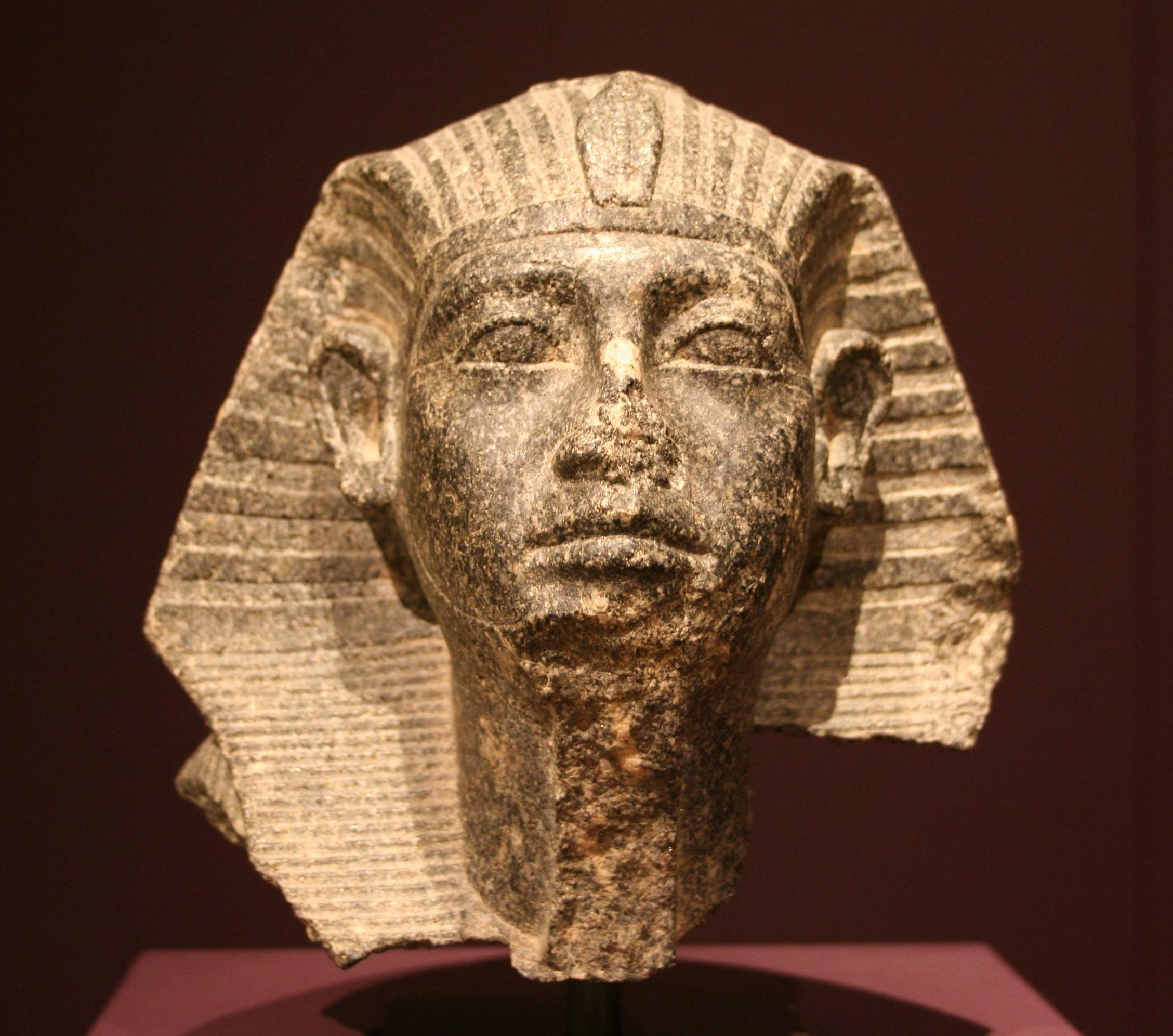
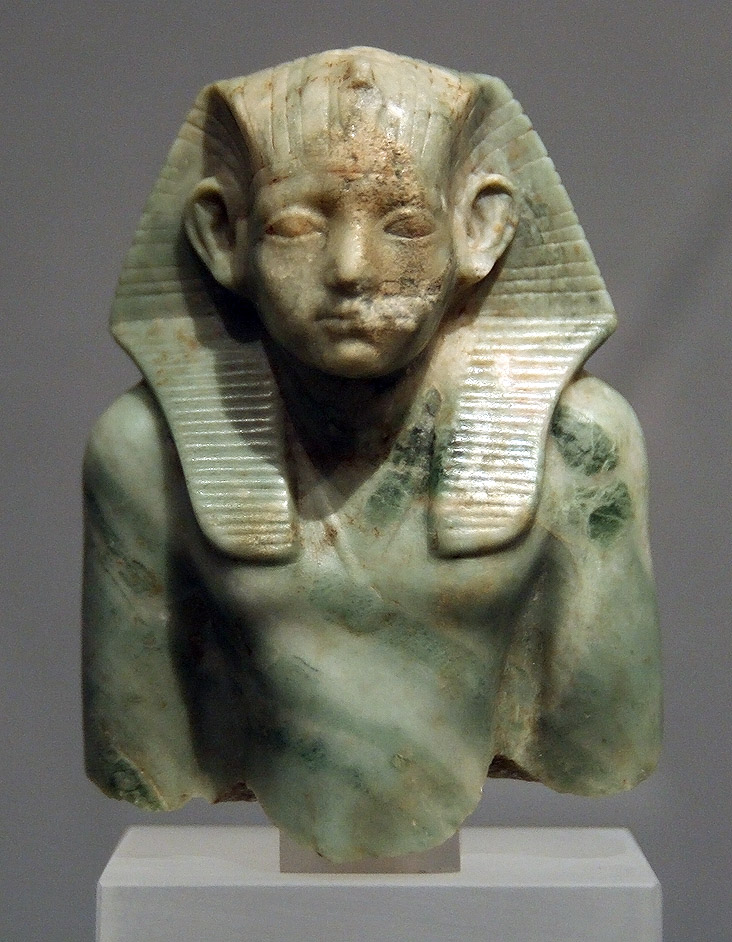
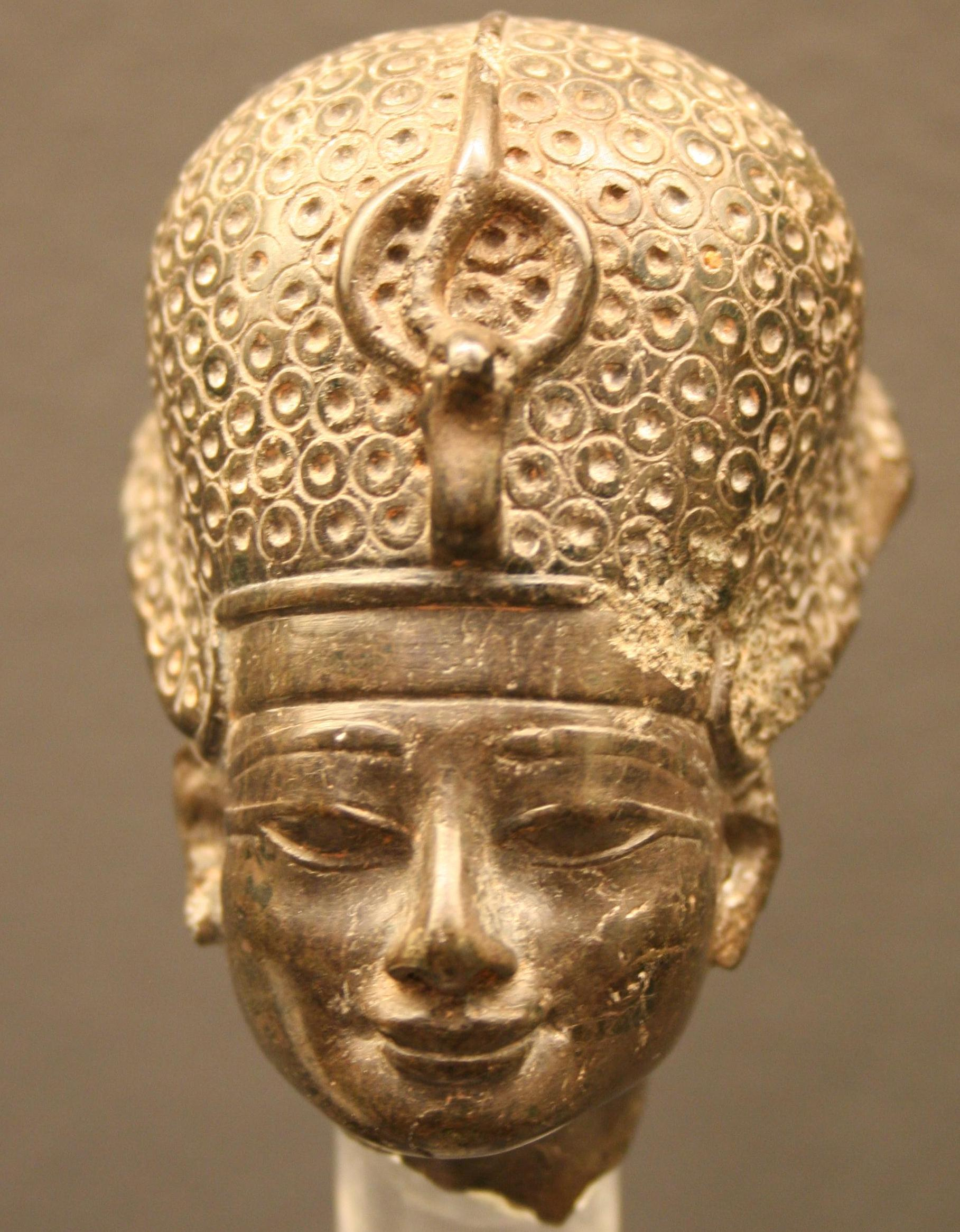

## وصلة خارجية
- Staatliche Sammlung Ägyptischer Kunst (German)